# Nature Geoscience
Nature Geoscience és una revista científica mensual publicada pel Nature Publishing Group. L'editor en cap és Heike Langenberg. Va ser fundada el gener de 2008.
La revista abasta tots els aspectes de les ciències de la Terra, incloent la investigació teòrica, el modelatge i el treball de camp. També s'hi publiquen articles relacionats amb treballs significatius en altres camps com són les ciències atmosfèriques, la geologia, la geofísica, la climatologia, l'oceanografia, la paleontologia i la ciència espacial.